# Taylor Hawkins & the Coattail Riders
Taylor Hawkins & The Coattail Riders var ett amerikanskt rockband grundat av Foo Fighters trumslagare Taylor Hawkins, som var trummis och sångare i trion. Andra bandmedlemmar har inkluderat Chris Chaney på bas, Gannin Arnold på gitarr och bakgrundssång, och Nate Wood på gitarr och bakgrundssång. Chaney och Hawkins hade tidigare spelat tillsammans i Alanis Morissettes turnéband Sexual Chocolate. Hawkins avled den 25 mars 2022, vilket gjorde att bandet upplöstes.

## Historia
Projektet lanserades när Hawkins började spela in några låtar i en väns hemmastudio, vilket slutade i att bandet bildades, med Taylor Hawkins på sång.
Den 21 mars 2006 släppte bandet sitt självbetitlade debutalbum. Albumet innehöll elva låtar, som spelades in 2004, innan Foo Fighters började spela in In Your Honor. Deras första officiella video var den första låten från albumet, "Louise". 

### Taylor Hawkins död
Den 25 mars 2022 avled Hawkins när han var på turné med Foo Fighters, vilket gjorde att Coattail Riders upplöstes.

## Diskografi
- 2006 - Taylor Hawkins & The Coattail Riders
- 2010 - Red Light Fever
- 2019 - Get the Money